# Record sammarinesi del nuoto
I record sammarinesi del nuoto sono i tempi più veloci mai nuotati in una competizione, da un nuotatore rappresentante San Marino.
Ogni record, maschile, femminile, in vasca lunga e in vasca corta, viene ratificato dalla FSN.
(Dati aggiornati al 31 agosto 2017)

## Vasca lunga (50m)

### Uomini
| Gara                     | Tempo    | + | Atleta                                                                                | Data             | Evento                            | Luogo                  | Ref   |
| ------------------------ | -------- | - | ------------------------------------------------------------------------------------- | ---------------- | --------------------------------- | ---------------------- | ----- |
| Stile libero             |          |   |                                                                                       |                  |                                   |                        |       |
| 50 m                     | 24"26    |   | Pietro Camilloni                                                                      | 31 maggio 2011   | Giochi dei piccoli stati d'Europa | Vaduz, Liechtenstein   | [ 1 ] |
| 100 m                    | 52"83    |   | Diego Mularoni                                                                        | 29 maggio 2001   | Giochi dei piccoli stati d'Europa | Serravalle, San Marino |       |
| 200 m                    | 1'52"44  | b | Loris Bianchi                                                                         | 28 novembre 2023 | Campionati Italiani Assoluti      | Riccione, Italia       |       |
| 400 m                    | 3'56"73  |   | Diego Mularoni                                                                        | 30 maggio 2001   | Giochi dei piccoli stati d'Europa | Serravalle, San Marino |       |
| 800 m                    | 8'17"97  |   | Loris Bianchi                                                                         | 30 maggio 2023   | Giochi dei piccoli stati d'Europa | Msida, Malta           |       |
| 1500 m                   | 15'53"45 |   | Diego Mularoni                                                                        | 6 aprile 2003    | Campionati italiani primaverili   | Ravenna, Italia        |       |
| 5000 m                   | 57'22"8  |   | Emanuele Nicolini                                                                     | 26 marzo 2005    | Campionati regionali di fondo     | Ravenna, Italia        |       |
| Dorso                    |          |   |                                                                                       |                  |                                   |                        |       |
| 50 m                     | 28"19    | b | Davide Bernardi                                                                       | 19 agosto 2014   | Giochi olimpici giovanili         | Nanchino, Cina         | [ 2 ] |
| 100 m                    | 1'00"89  |   | Davide Bernardi                                                                       | 13 luglio 2016   | Campionati regionali              | Riccione, Italia       |       |
| 200 m                    | 2'08"86  |   | Marco Cesarini                                                                        | 29 maggio 2001   | Giochi dei piccoli stati d'Europa | Serravalle, San Marino |       |
| Rana                     |          |   |                                                                                       |                  |                                   |                        |       |
| 50 m                     | 28"90    |   | Giacomo Casadei                                                                       | 30 luglio 2022   | Campionati italiani               | Roma, Italia           |       |
| 100 m                    | 1'02"59  |   | Giacomo Casadei                                                                       | 28 luglio 2022   | Campionati italiani               | Roma, Italia           |       |
| 200 m                    | 2'15"54  |   | Giacomo Casadei                                                                       | 31 maggio 2023   | Giochi dei piccoli stati d'Europa | Msida, Malta           |       |
| Farfalla                 |          |   |                                                                                       |                  |                                   |                        |       |
| 50 m                     | 25"65    |   | Alessandro Rebosio                                                                    | 29 aprile 2022   | Meeting Squalo Blu                | Serravalle, San Marino |       |
| 100 m                    | 56"42    |   | Alessandro Rebosio                                                                    | 1 maggio 2022    | Meeting Squalo Blu                | Serravalle, San Marino |       |
| 200 m                    | 2'04"07  |   | Alessandro Rebosio                                                                    | 31 luglio 2022   | Campionati italiani di categoria  | Roma, Italia           |       |
| Misti                    |          |   |                                                                                       |                  |                                   |                        |       |
| 200 m                    | 2'10"81  |   | Giacomo Casadei                                                                       | 30 maggio 2023   | Giochi dei piccoli stati d'Europa | Msida, Malta           |       |
| 400 m                    | 4'39"12  |   | Giacomo Casadei                                                                       | 2 giugno 2023    | Giochi dei piccoli stati d'Europa | Msida, Malta           |       |
| Staffette a stile libero |          |   |                                                                                       |                  |                                   |                        |       |
| 4×100 m                  | 3'38"07  |   | Squadra nazionale Davide Bernardi Raffaele Tamagnini Cristian Santi Gianluca Pasolini | 2 giugno 2017    | Giochi dei piccoli stati d'Europa | Serravalle, San Marino | [ 3 ] |
| 4×200 m                  | 7'52"72  |   | Squadra nazionale Emanuele Nicolini Matteo Cesarini Marco Cesarini Diego Mularoni     | 1º giugno 2001   | Giochi dei piccoli stati d'Europa | Serravalle, San Marino |       |
| Staffetta mista          |          |   |                                                                                       |                  |                                   |                        |       |
| 4×100 m                  | 4'02"78  |   | Squadra nazionale Marco Cesarini Danilo Zavoli Emanuele Nicolini Diego Mularoni       | 30 maggio 2001   | Giochi dei piccoli stati d'Europa | Serravalle, San Marino |       |

Legenda:  - Record del mondo;  - Record europeo;

Record non ottenuti in finale: (b) - batteria; (sf) - semifinale; (s) - staffetta prima frazione.

### Donne
| Gara                     | Tempo    | + | Atleta                                                                         | Data             | Evento                                   | Luogo                     | Ref    |
| ------------------------ | -------- | - | ------------------------------------------------------------------------------ | ---------------- | ---------------------------------------- | ------------------------- | ------ |
| Stile libero             |          |   |                                                                                |                  |                                          |                           |        |
| 50 m                     | 26"58    |   | Clelia Tini                                                                    | 2 giugno 2012    | III Campionati europei dei piccoli Stati | Andorra la Vella, Andorra |        |
| 100 m                    | 58"12    | b | Clelia Tini                                                                    | 22 maggio 2012   | Campionati europei                       | Debrecen, Ungheria        | [ 4 ]  |
| 200 m                    | 2'04"12  |   | Sara Lettoli                                                                   | 15 luglio 2017   | Campionati regionali                     | Bologna, Italia           |        |
| 400 m                    | 4'21"38  |   | Arianna Valloni                                                                | 31 maggio 2017   | Giochi dei piccoli stati d'Europa        | Serravalle, San Marino    | [ 5 ]  |
| 800 m                    | 8'48"79  |   | Arianna Valloni                                                                | 7 agosto 2021    | Campionati italiani                      | Roma, Italia              |        |
| 1500 m                   | 16'45"40 |   | Arianna Valloni                                                                | 11 agosto 2020   | Trofeo Settecolli                        | Roma, Italia              |        |
| 5000 m                   | 59'56"30 |   | Arianna Valloni                                                                | 25 febbraio 2018 | Campionati regionali                     | Riccione, Italia          |        |
| Dorso                    |          |   |                                                                                |                  |                                          |                           |        |
| 50 m                     | 31"26    |   | Carlotta Bulzoni                                                               | 31 gennaio 2016  | 3º Gran Prix d'inverno                   | Serravalle, San Marino    | [ 6 ]  |
| 100 m                    | 1'07"36  |   | Beatrice Felici                                                                | 31 maggio 2017   | Campionati regionali                     | Bologna, Italia           |        |
| 200 m                    | 2'28"46  |   | Elisa Bernardi                                                                 | 3 luglio 2013    | Campionati regionali                     | Riccione, Italia          |        |
| Rana                     |          |   |                                                                                |                  |                                          |                           |        |
| 50 m                     | 36"03    |   | Martina Savaglia                                                               | 25 aprile 2008   | Coppa Latina                             | Serravalle, San Marino    |        |
| 100 m                    | 1'16"31  |   | Martina Savaglia                                                               | 2 giugno 2005    | Giochi dei piccoli stati d'Europa        | Andorra la Vella, Andorra |        |
| 200 m                    | 2'45"12  |   | Martina Savaglia                                                               | 4 luglio 2005    | Festival Gioventù Europea                | Lignano, Italia           |        |
| Farfalla                 |          |   |                                                                                |                  |                                          |                           |        |
| 50 m                     | 28"15    |   | Beatrice Felici                                                                | 11 agosto 2018   | Campionati italiani                      | Roma, Italia              |        |
| 100 m                    | 1'02"87  |   | Beatrice Felici                                                                | 2 agosto 2017    | Campionati italiani                      | Roma, Italia              | [ 7 ]  |
| 200 m                    | 2'17"51  |   | Simona Muccioli                                                                | 20 maggio 2010   | Coppa Latina                             | Mar del Plata, Argentina  |        |
| Misti                    |          |   |                                                                                |                  |                                          |                           |        |
| 200 m                    | 2'25"57  |   | Simona Muccioli                                                                | 25 aprile 2009   | Trofeo Città di Ravenna                  | Ravenna, Italia           |        |
| 400 m                    | 5'09"45  |   | Simona Muccioli                                                                | 5 giugno 2009    | XIII Giochi dei piccoli stati d'Europa   | Limassol, Cipro           |        |
| Staffette a stile libero |          |   |                                                                                |                  |                                          |                           |        |
| 4×100 m                  | 3'55"72  |   | Squadra nazionale Sara Lettoli Carlotta Bulzoni Elisa Bernardi Beatrice Felici | 2 giugno 2017    | Giochi dei piccoli stati d'Europa        | Serravalle, San Marino    | [ 8 ]  |
| 4×200 m                  | 8'28"40  | b | Squadra nazionale Sara Lettoli Elena Giovannini Arianna Valloni Elisa Bernardi | 31 maggio 2017   | Giochi dei piccoli stati d'Europa        | Serravalle, San Marino    | [ 9 ]  |
| Staffetta mista          |          |   |                                                                                |                  |                                          |                           |        |
| 4×100 m                  | 4'30"91  |   | Squadra nazionale Carlotta Bulzoni Linda Canti Beatrice Felici Sara Lettoli    | 25 febbraio 2017 | Meeting del Titano                       | Serravalle, San Marino    | [ 10 ] |

Legenda:  - Record del mondo;  - Record europeo;

Record non ottenuti in finale: (b) - batteria; (sf) - semifinale; (s) - staffetta prima frazione.

## Vasca corta (25m)

### Uomini
| Gara                     | Tempo    | +      | Atleta                                                                            | Data             | Evento                            | Luogo                  | Ref |
| ------------------------ | -------- | ------ | --------------------------------------------------------------------------------- | ---------------- | --------------------------------- | ---------------------- | --- |
| Stile libero             |          |        |                                                                                   |                  |                                   |                        |     |
| 50 m                     | 23"60    |        | Stefano Berti                                                                     | 23 dicembre 2018 | Coppa Caduti di Brema             | Riccione, Italia       |     |
| 100 m                    | 51"78    |        | Stefano Berti                                                                     | 2 marzo 2019     | Campionati regionali              | Forlì, Italia          |     |
| 200 m                    | 1'49"20  |        | Loris Bianchi                                                                     | 10 novembre 2023 | Trofeo Nico Sapio                 | Genova, Italia         |     |
| 400 m                    | 3'50"52  |        | Loris Bianchi                                                                     | 11 novembre 2023 | Trofeo Nico Sapio                 | Genova, Italia         |     |
| 800 m                    | 8'12"14  | [ 11 ] | Loris Bianchi                                                                     | 22 ottobre 2023  | Trofeo Nuoto Riccione             | Riccione, Italia       |     |
| 1500 m                   | 15'24"62 |        | Loris Bianchi                                                                     | 22 ottobre 2023  | Trofeo Nuoto Riccione             | Riccione, Italia       |     |
| Dorso                    |          |        |                                                                                   |                  |                                   |                        |     |
| 50 m                     | 26"98    |        | Davide Bernardi                                                                   | 23 marzo 2015    | Criteria nazionali giovanili      | Riccione, Italia       |     |
| 100 m                    | 58"41    |        | Davide Bernardi                                                                   | 2 novembre 2014  | Trofeo Nico Sapio                 | Genova, Italia         |     |
| 200 m                    | 2'07"95  |        | Alberto Tasini                                                                    | 28 febbraio 2010 | Campionati regionali              | Forlì, Italia          |     |
| Rana                     |          |        |                                                                                   |                  |                                   |                        |     |
| 50 m                     | 28"69    |        | Giacomo Casadei                                                                   | 18 dicembre 2022 | Campionati regionali              | Forlì, Italia          |     |
| 100 m                    | 1'02"24  |        | Giacomo Casadei                                                                   | 11 novembre 2022 | Campionati italiani               | Riccione, Italia       |     |
| 200 m                    | 2'14"20  |        | Giacomo Casadei                                                                   | 10 novembre 2022 | Campionati italiani               | Riccione, Italia       |     |
| Farfalla                 |          |        |                                                                                   |                  |                                   |                        |     |
| 50 m                     | 25"64    |        | Alessandro Rebosio                                                                | 21 dicembre 2021 | Campionati regionali              | Riccione, Italia       |     |
| 100 m                    | 55"37    |        | Alessandro Rebosio                                                                | 29 marzo 2022    | Criteria nazionali giovanili      | Riccione, Italia       |     |
| 200 m                    | 2'02"70  |        | Alessandro Rebosio                                                                | 28 marzo 2022    | Criteria nazionali giovanili      | Riccione, Italia       |     |
| Misti                    |          |        |                                                                                   |                  |                                   |                        |     |
| 100 m                    | 1'00"27  |        | Alberto Guidi                                                                     | 9 febbraio 2020  | Campionati regionali              | Forlì, Italia          |     |
| 200 m                    | 2'10"55  |        | Alberto Guidi                                                                     | 31 ottobre 2021  | Trofeo Rimini                     | Rimini, Italia         |     |
| 400 m                    | 4'37"6   |        | Diego Mularoni                                                                    | 6 luglio 2009    | Trofeo a squadre di Bologna       | Bologna, Italia        |     |
| Staffette a stile libero |          |        |                                                                                   |                  |                                   |                        |     |
| 4×100 m                  | 3'36"08  |        | Squadra nazionale Raffaele Tamagnini Loris Bianchi Andrea Gatti Giacomo Casadei   | 23 febbraio 2019 | Campionati regionali              | Forlì, Italia          |     |
| 4×200 m                  | 7'52"72  | [ 12 ] | Squadra nazionale Emanuele Nicolini Matteo Cesarini Marco Cesarini Diego Mularoni | 1º giugno 2001   | Giochi dei piccoli stati d'Europa | Serravalle, San Marino |     |
| Staffetta mista          |          |        |                                                                                   |                  |                                   |                        |     |
| 4×100 m                  | 4'02"78  | [ 12 ] | Squadra nazionale Marco Cesarini Danilo Zavoli Emanuele Nicolini Diego Mularoni   | 30 maggio 2001   | Giochi dei piccoli stati d'Europa | Serravalle, San Marino |     |

Legenda:  - Record del mondo;  - Record europeo;

Record non ottenuti in finale: (b) - batteria; (sf) - semifinale; (s) - staffetta prima frazione.

### Donne
| Gara                     | Tempo    | +      | Atleta                                                                         | Data             | Evento                            | Luogo                    | Ref   |
| ------------------------ | -------- | ------ | ------------------------------------------------------------------------------ | ---------------- | --------------------------------- | ------------------------ | ----- |
| Stile libero             |          |        |                                                                                |                  |                                   |                          |       |
| 50 m                     | 26"14    |        | Clelia Tini                                                                    | 22 dicembre 2010 | Campionati italiani               | Riccione, Italia         |       |
| 100 m                    | 57"60    | b      | Sara Lettoli                                                                   | 14 dicembre 2017 | Campionati europei                | Copenaghen, Danimarca    |       |
| 200 m                    | 2'02"44  | b      | Sara Lettoli                                                                   | 16 dicembre 2017 | Campionati europei                | Copenaghen, Danimarca    |       |
| 400 m                    | 4'14"53  |        | Arianna Valloni                                                                | 20 dicembre 2020 | Coppa Caduti di Brema             | Riccione, Italia         |       |
| 800 m                    | 8'40"45  |        | Arianna Valloni                                                                | 20 dicembre 2020 | Coppa Caduti di Brema             | Riccione, Italia         |       |
| 1500 m                   | 16'27"62 |        | Arianna Valloni                                                                | 13 febbraio 2021 | Campionati Regionali              | Riccione, Italia         |       |
| Dorso                    |          |        |                                                                                |                  |                                   |                          |       |
| 50 m                     | 29"98    |        | Beatrice Felici                                                                | 21 gennaio 2017  | Campionati regionali              | Forlì, Italia            |       |
| 100 m                    | 1'04"72  |        | Valentina Grassi                                                               | 24 gennaio 2016  | Campionati regionali              | Riccione, Italia         |       |
| 200 m                    | 2'26"2   |        | Simona Muccioli                                                                | 11 gennaio 2009  | Campionati regionali              | Riccione, Italia         |       |
| Rana                     |          |        |                                                                                |                  |                                   |                          |       |
| 50 m                     | 35"22    |        | Linda Canti                                                                    | 20 marzi 2016    | Trofeo Città di Milano            | Milano, Italia           |       |
| 100 m                    | 1'15"56  |        | Linda Canti                                                                    | 28 febbraio 2016 | Campionati regionali              | Forlì, Italia            |       |
| 200 m                    | 2'41"75  |        | Linda Canti                                                                    | 20 dicembre 2015 | Coppa Caduti di Brema             | Riccione, Italia         |       |
| Farfalla                 |          |        |                                                                                |                  |                                   |                          |       |
| 50 m                     | 28"15    |        | Beatrice Felici                                                                | 11 agosto 2018   | Campionati italiani               | Roma, Italia             |       |
| 100 m                    | 1'02"41  |        | Beatrice Felici                                                                | 4 marzo 2018     | Campionati regionali              | Forlì, Italia            |       |
| 200 m                    | 2'17"51  | [ 12 ] | Simona Muccioli                                                                | 20 maggio 2010   | Coppa Latina                      | Mar del Plata, Argentina |       |
| Misti                    |          |        |                                                                                |                  |                                   |                          |       |
| 100 m                    | 1'09"93  |        | Simona Muccioli                                                                | 7 novembre 2009  | 13ª Coppa Città di Bolzano        | Bolzano, Italia          |       |
| 200 m                    | 2'23"75  |        | Beatrice Felici                                                                | 28 gennaio 2018  | Campionati regionali              | Riccione, Italia         |       |
| 400 m                    | 5'02"70  |        | Simona Muccioli                                                                | 14 marzo 2009    | Campionati regionali              | Forlì, Italia            |       |
| Staffette a stile libero |          |        |                                                                                |                  |                                   |                          |       |
| 4×100 m                  | 3'55"72  | [ 12 ] | Squadra nazionale Sara Lettoli Carlotta Bulzoni Elisa Bernardi Beatrice Felici | 2 giugno 2017    | Giochi dei piccoli stati d'Europa | Serravalle, San Marino   | [ 8 ] |
| 4×200 m                  | 8'28"40  | b      | Squadra nazionale Sara Lettoli Elena Giovannini Arianna Valloni Elisa Bernardi | 31 maggio 2017   | Giochi dei piccoli stati d'Europa | Serravalle, San Marino   | [ 9 ] |
| Staffetta mista          |          |        |                                                                                |                  |                                   |                          |       |
| 4×100 m                  | 4'23"58  |        | Squadra nazionale Carlotta Bulzoni Linda Canti Beatrice Felici Sara Lettoli    | 18 dicembre 2016 | Coppa Caduti di Brema             | Riccione, Italia         |       |

Legenda:  - Record del mondo;  - Record europeo;

Record non ottenuti in finale: (b) - batteria; (sf) - semifinale; (s) - staffetta prima frazione.